# Pteranodon
Pteranodon (gr. skrzydła bez zębów) – rodzaj wymarłych gadów latających pterozaurów należących do podrzędu pterodaktyli. Żył w górnej kredzie około 86-84,5 mln lat temu. Jego pierwsze skamieniałości zostały odkryte w 1870 w zachodnim Kansas. Zostały one zbadane dopiero sześć lat później przez paleontologa Othniela Marsha, który nazwał nowo odkryty rodzaj pterozaura Pteranodon longiceps.
Pteranodon był gadem, ale nie dinozaurem – z definicji, wszystkie dinozaury należą do grupy Saurischia i Ornithischia, co wyklucza pterozaury. Niemniej jest często błędnie opisywany jako dinozaur.

## Etymologia
- Pteranodon: gr. πτερον pteron „skrzydło”[2]; negatywny przedrostek αν an[3]; οδους odous, οδοντος odontos „ząb”[4].
- longiceps: łac. longus „długi”[5]; -ceps „-głowy”, od caput, capitis „głowa”[6].

## Rozmiary
- Rozpiętość skrzydeł: do 7 m
- Waga: 20 kg

## Opis
Pteranodon był jednym z największych latających gadów. Chociaż jego tułów nie przekraczał rozmiarów indyka, miał on potężne skrzydła, których rozpiętość wynosiła do 7 metrów.

## Występowanie
- Ameryka Północna

## Tryb życia
Pteranodon żywił się niemal wyłącznie rybami. Dowodzą tego liczne skamieniałe rybie ości, znajdowane w miejscu, gdzie najprawdopodobniej był żołądek gada.
Jego tryb życia prawdopodobnie był podobny do tego jaki wiodą dzisiaj albatrosy. Podobnie jak one, pteranodon większość swojego życia spędzał na pełnym morzu, łowiąc ryby i tak jak albatrosy szybował wykorzystując prądy powietrzne, które umożliwiały mu długi lot bez zużywania energii na machanie skrzydłami. Na ląd wracał najprawdopodobniej tylko w celach rozrodczych.

## Gatunki
- Pteranodon longiceps – Marsh, 1876

Drugi gatunek, P. sternbergi, został w 2010 roku przeniesiony do odrębnego rodzaju Geosternbergia.